# Monastero di San Nicolao
Il monastero di San Nicolao, denominato anche monastero di San Nicolò, era un monastero presente a Sesto San Giovanni, risalente alla fine dell'XI secolo. Si trattava di un monastero cistercense femminile e dipendeva, come altre chiese di Sesto, dalla basilica di San Giovanni in Monza; nel XII secolo le monache intrapresero una dura battaglia contro le decime imposte dalla chiesa monzese. Nel 1511 papa Giulio II sopprime il preesistente convento e lo unisce al monastero della S.S. Annunziata di Milano, retto dalle canonichesse lateranensi. Nel 1797, con la Repubblica Cisalpina, Napoleone ne ordinò l'alienazione, che avvenne nel 1802.
La tradizione popolare per molti secoli ha attribuito la fondazione del monastero di San Nicolao a santa Marcellina, sorella di sant'Ambrogio.
Nei secoli l'edificio del monastero ha subito gravi danni causati da incuria e da diversi cambi di destinazione d'uso; nel 1962 è stata demolita la piccola chiesetta romanica presente nel complesso del monastero e nel 2010 la struttura muraria ancora esistente è stata oggetto di un intervento di risanamento e riqualificazione.